# Mediolan-San Remo 2010
101. edycja klasyku Mediolan-San Remo odbyła się 20 marca 2010 roku na trasie długości 298 kilometrów. W wyścigu wystartował jedyny Polak Bartosz Huzarski (nie ukończył), a zwycięzca poprzedniej edycji - Mark Cavendish zajął 89. miejsce.
Zwyciężył kolarz Rabobanku, Hiszpan Óscar Freire, dla którego było to trzecie zwycięstwo w tym wyścigu (poprzednio w 2004 i 2007 roku).

## Wyniki
| M-ce | Imię i nazwisko     | Kraj       | Drużyna                      | Czas          |
| ---- | ------------------- | ---------- | ---------------------------- | ------------- |
| 1.   | Óscar Freire        | Hiszpania  | Rabobank                     | 6h 57min. 28s |
| 2.   | Tom Boonen          | Belgia     | Quick Step                   | ten sam czas  |
| 3.   | Alessandro Petacchi | Włochy     | Lampre-Farnese Vini          | ten sam czas  |
| 4.   | Sacha Modolo        | Włochy     | Quick Step                   | ten sam czas  |
| 5.   | Daniele Bennati     | Włochy     | Liquigas-Doimo               | ten sam czas  |
| 6.   | Thor Hushovd        | Norwegia   | Cervélo TestTeam             | ten sam czas  |
| 7.   | Francesco Ginanni   | Włochy     | Androni Giocattoli           | ten sam czas  |
| 8.   | Maksim Iglinski     | Kazachstan | Team Astana                  | ten sam czas  |
| 9.   | Philippe Gilbert    | Belgia     | Omega Pharma-Lotto           | ten sam czas  |
| 10.  | Luca Paolini        | Włochy     | Acqua & Sapone-Caffè Mokambo | ten sam czas  |